# Заларі
Заларі (від бур. Залар — вільний) — робоче селище, адміністративний центр Заларинського району Іркутської області.

## Легенда походження назви
За одною з легенд в основі назви Заларі лежить бурятське слово алар, одне із значень якого «лісовий гай, лісок серед степу», тобто «селище, що знаходиться по дорозі за Алар'ю».
Але насправді назва походить від річки Заларі,— притоки річки Унгі (притока Ангари), на якій засноване поселення, оскільки гідронім первинний. Своєю чергою назва річки, ймовірно, походить від бурятського слова залар, у перекладі вільний (від вантажу), без нічого.

## Географія
Селище розташоване більшою частиною на лівому, північному, березі річки Заларі, що впадає в Унгінську затоку Братського водосховища на півдні Балаганських степів. Північно-східну околицю селища огинає федеральна автомагістраль «Сибір», по якій 210 км на південний схід до обласного центру міста Іркутська. На південь, в межах селища, паралельно автомагістралі «Сибір» проходить Транссибірська магістраль та розташовується залізнична станція Заларі.

### Іркутськ-45
Південніше селища Заларі знаходиться «Об'єкт 644», або «Іркутськ-45» (в/ч 39995) — одна з центральних баз зберігання ядерної зброї 12-го головного управління МО РФ